# 岐阜市文化産業交流センター

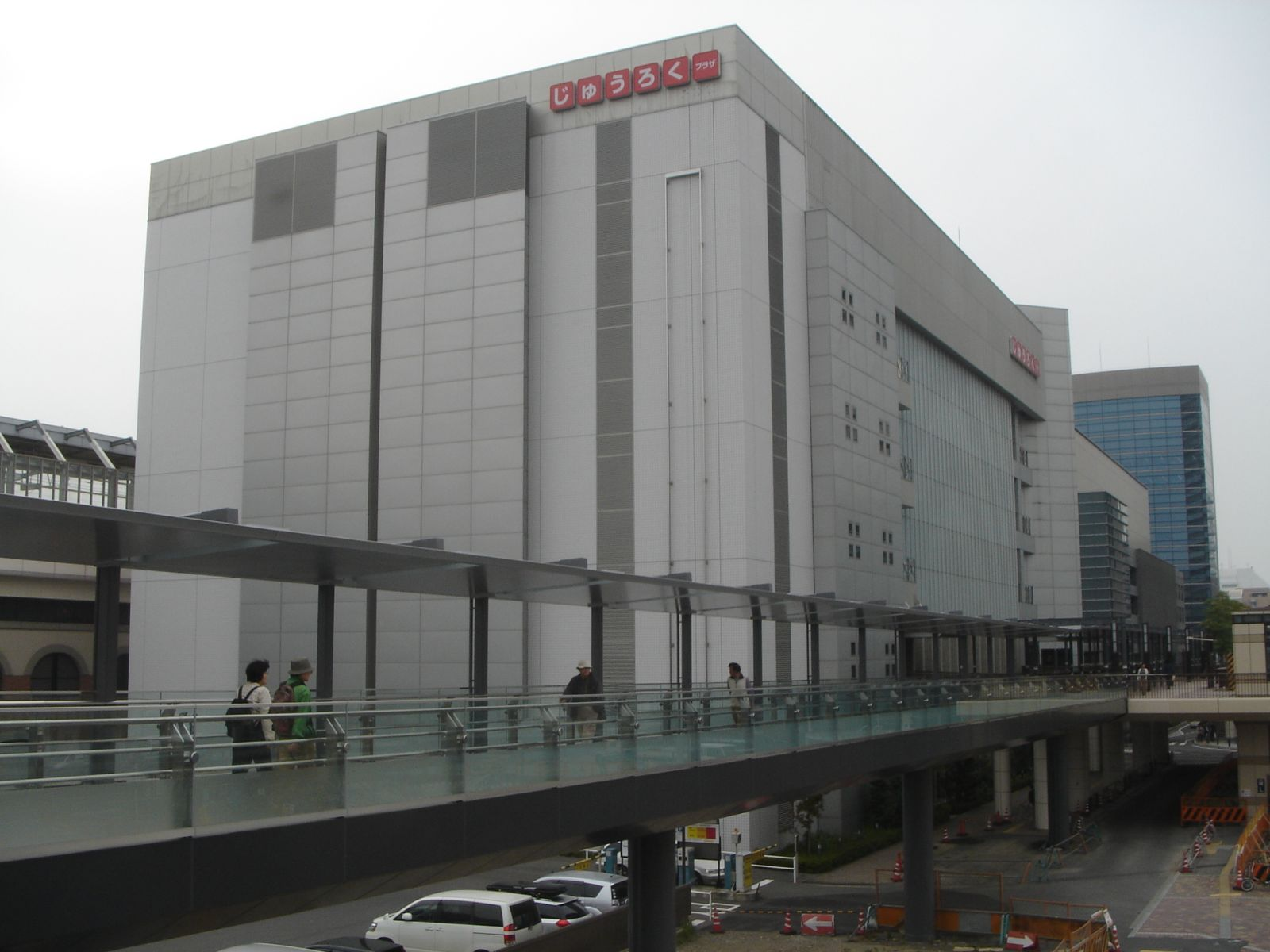
じゅうろくプラザ

岐阜市文化産業交流センター（ぎふしぶんかさんぎょうこうりゅうセンター）は、岐阜県岐阜市にある文化普及支援施設である。地域交流、文化活動及び産業活動の拠点として地域交流の促進、文化の向上及び産業の振興を目的とする。 
かつての郵便貯金地域文化活動支援施設「ぱ・る・るプラザ岐阜」であり、赤字の為に閉鎖されたのを岐阜市が購入して改修した施設である。JR岐阜駅の西北に隣接する。
岐阜市で初のネーミングライツの募集が行なわれて十六銀行が落札してじゅうろくプラザと名づけられている。

## 施設
地上5階地下1階建て延べ床面積は10,241m2。
- 多目的ホール（2階：600席）
- 展示ギャラリー（1階）
- レストラン（1階：さくらや）
- 研修室（2階：1ヶ所、4階：5ヶ所）
- スタジオ（3階：2ヶ所）
- 楽屋（3階：5ヶ所）
- 大会議室（5階：1ヶ所）
- 中会議室（5階：2ヶ所）
- 小会議室（5階：2ヶ所）
- 和室会議室（5階：1ヶ所）

## 沿革
- 2001年11月27日 - 総務省により、ぱ・る・るプラザ岐阜が落成。12月2日に正式開業。総工費104億円。
- 2006年10月31日 - 赤字の為、日本郵政公社により、ぱ・る・るプラザ岐阜が閉鎖。
- 11月20日 - 旧ぱ・る・るプラザ岐阜を岐阜市が購入を決定。購入金額は約9億8,000万円（当時の報道による）。
- 2007年4月16日 - ネーミングライツ（命名権）のスポンサー募集開始。契約期間5年、1年あたり1,200万円での募集であったが、締切日の5月11日まででの募集は無かった。
- 5月16日 - 改修工事開始。
- 6月29日 - ネーミングライツを十六銀行が取得。「じゅうろくプラザ」と命名される。契約期間は3年、1年あたり800万円。
- 8月15日 - 改修工事完了。
- 8月29日 - 開館記念式典開催。
- 9月1日 - 岐阜市文化産業交流センター（じゅうろくプラザ）開館。

## 所在地
- 岐阜県岐阜市橋本町1丁目10-11

## 交通機関
- 東海道本線・高山本線岐阜駅　中央改札口より徒歩1分。
- 名古屋鉄道名古屋本線・各務原線名鉄岐阜駅から徒歩6分。